# اچ‌ام‌اس سالزبری (۱۷۰۷)
اچ‌ام‌اس سالزبری (۱۷۰۷) (به انگلیسی: HMS Salisbury (1707)) یک کشتی بود که طول آن ۱۳۰ فوت (۳۹٫۶ متر) بود.